# Автоспуск

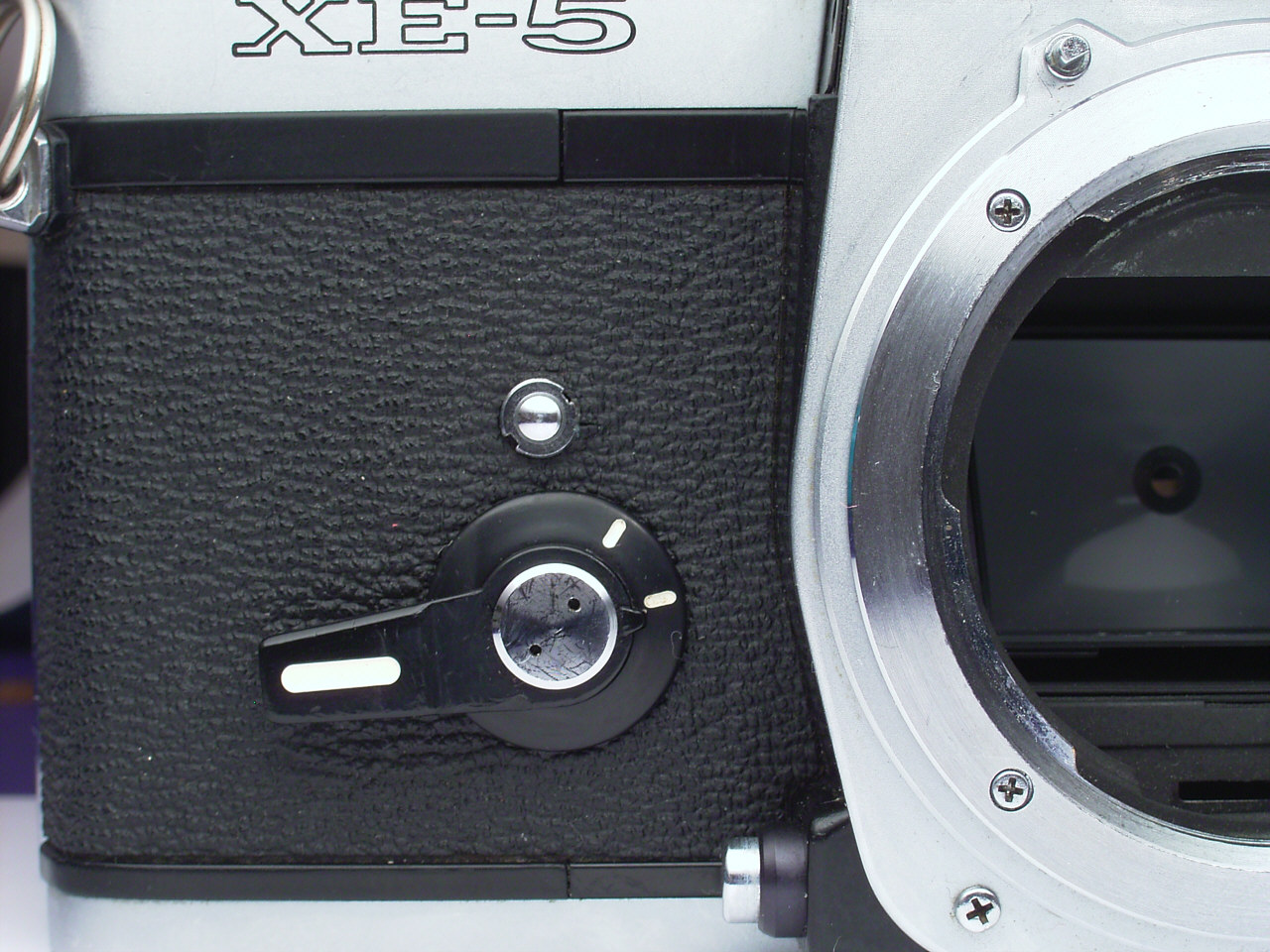
Встроенный механический автоспуск фотоаппарата «Minolta XE-5»

Автоспуск — устройство фотоаппарата, позволяющее вносить временну́ю задержку между нажатием на кнопку спуска затвора и его фактическим срабатыванием. Автоспуск применяется для съёмки автопортретов или для предотвращения колебаний камеры из-за нажатия на кнопку.

## Устройство
Первые автоспуски были механическими и представляли собой отдельное устройство, выполненное в виде приставки к затвору камеры. Задержка обеспечивалась анкерным или пневматическим механизмом, приводящим в действие толкатель спусковой кнопки. Автоспуск вворачивался в гнездо спусковой кнопки, как фототросик, или крепился в «холодный башмак» камеры. Постепенно автоспуск начали встраивать в корпус фотоаппарата, располагая его на передней стенке для удобства съёмки автопортретов. Ещё в 1950-х годах встроенный автоспуск считался признаком дорогой модели, но со временем стал стандартной опцией. В камерах с фокальным затвором автоспуск представляет собой поворотный рычаг на передней стенке, которым взводится пружина. Запуск осуществляется отдельной кнопкой, расположенной под заводным рычагом. В камерах с центральными затворами автоспуск был частью механизма и срабатывал от основного спускового рычага. Задержка, обеспечиваемая механическим автоспуском, может регулироваться углом взвода рычага и обычно не превышает 10—15 секунд.

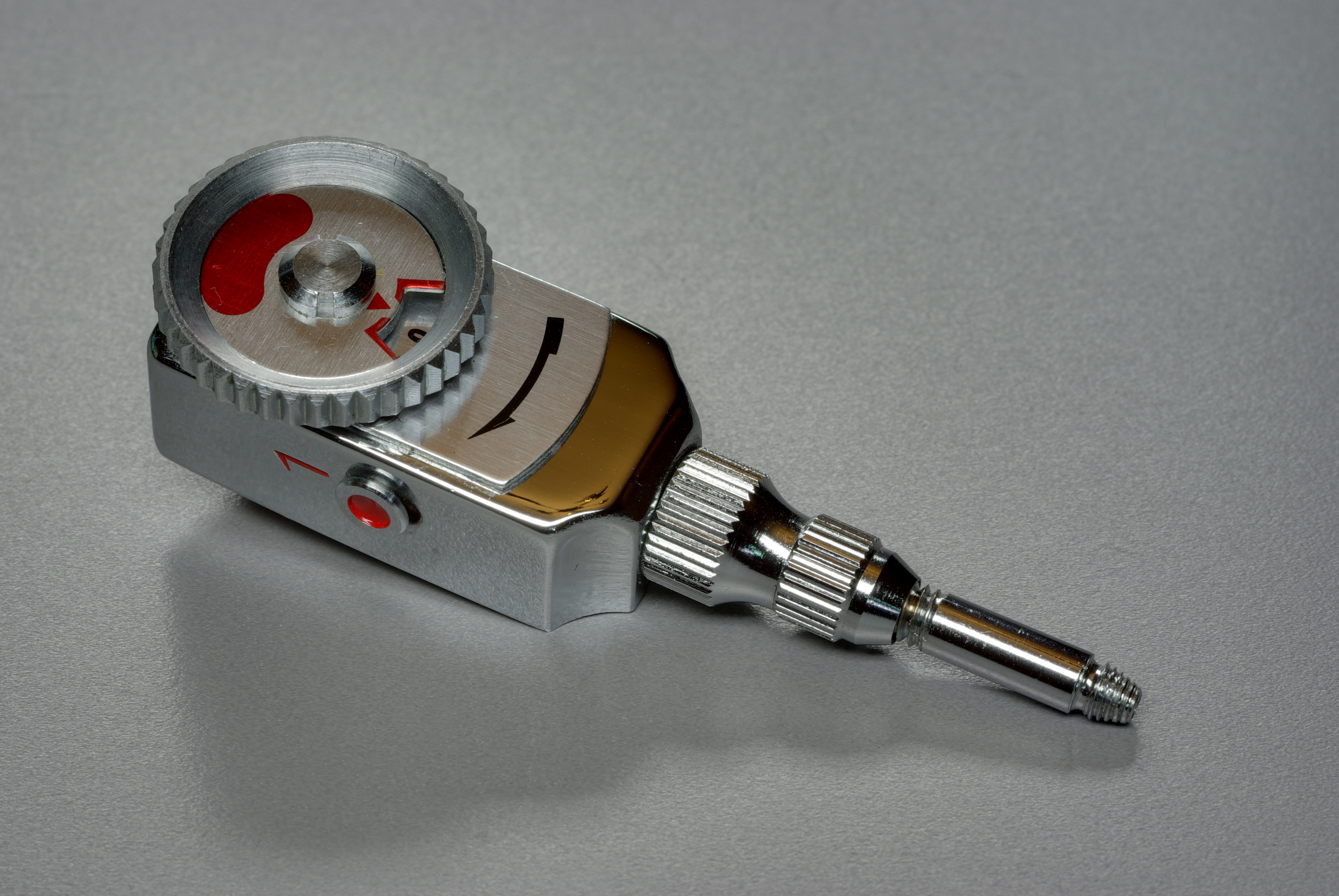
Приставной механический автоспуск
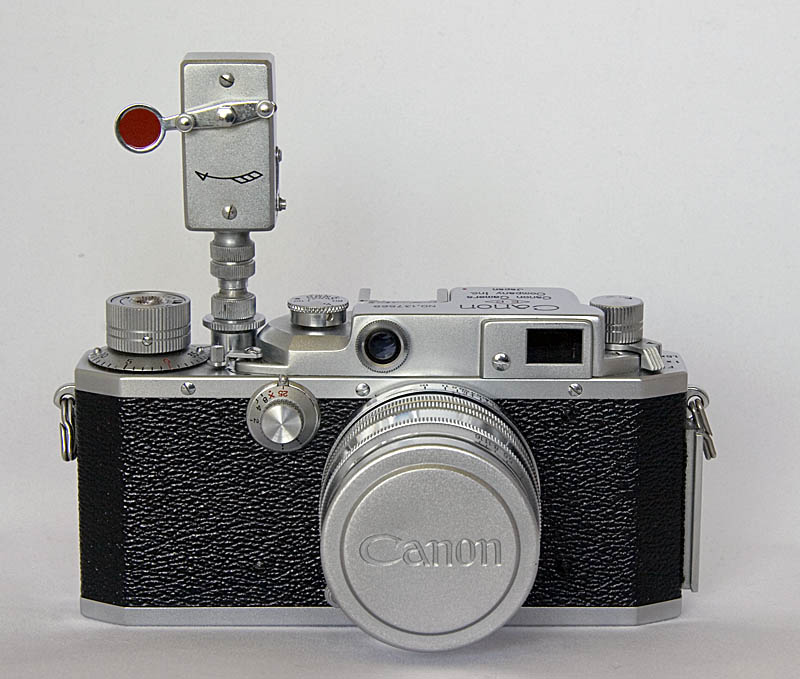
Приставной автоспуск, установленный на фотоаппарат
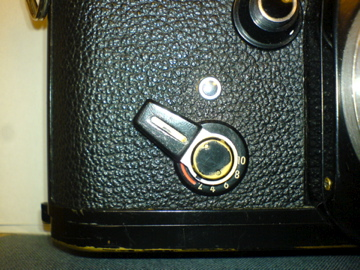
Автоспуск фотоаппарата «Nikon F2» со шкалой задержки
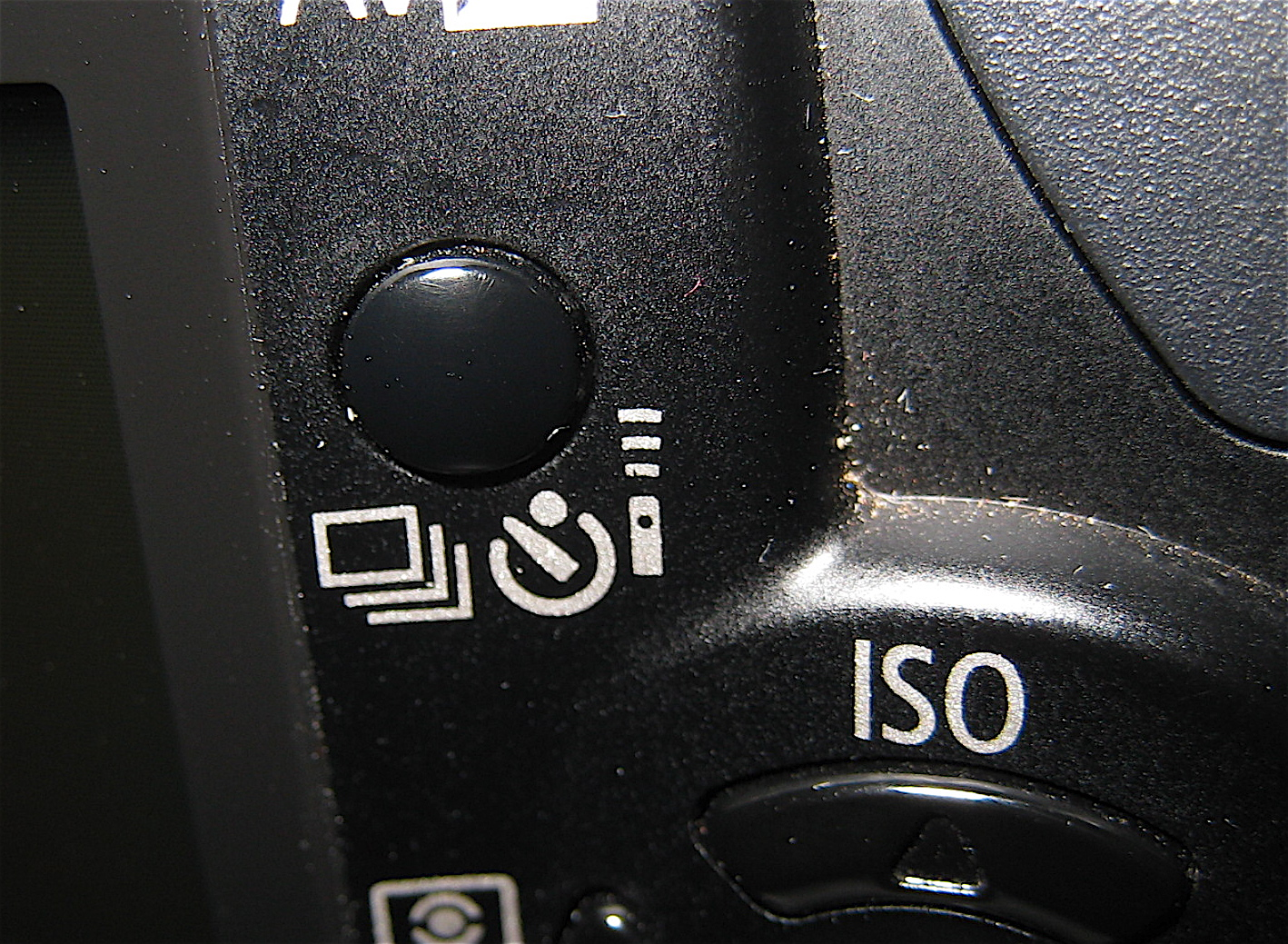
Кнопка электронного автоспуска

Распространение электромеханических затворов с электроспуском позволило отказаться от сложного механического автоспуска в пользу электронного таймера. В этом случае задержка фиксирована или может быть выбрана через меню фотоаппарата. В современных камерах, в том числе в цифровых, управление автоспуском осуществляется через меню режимов моторизованной протяжки (англ. Drive Mode). Чаще всего задержка регулируется выбором одного из двух значений: 10 или 2 секунды. Электронный автоспуск во время работы подаёт световой сигнал миганием светодиода на передней стенке, частота которого как правило возрастает в последнюю секунду перед срабатыванием затвора. Иногда световой сигнал дополняется звуковым.
В однообъективных зеркальных фотоаппаратах автоспуск часто совмещают с упрощённым режимом  предварительного подъёма зеркала. В этом случае зеркало поднимается в момент включения автоспуска, а по истечении времени задержки срабатывает затвор, после чего зеркало возвращается в положение визирования. Таким образом уменьшается сотрясение камеры из-за движения зеркала. Этот принцип использован как в механических камерах («Nikon FM», «Старт»), так и в современной цифровой аппаратуре («Canon EOS 5D Mark IV», «Nikon D800»). В некоторых механических камерах (например «Nikon F2») автоспуск позволял расширить диапазон длинных выдержек, открывая затвор в начале хода при включении специального режима. В советском фотоаппарате «Зенит-Е» при установке ручной выдержки автоспуск также отрабатывал экспозицию, примерно равную 10 секундам.
В качестве альтернативы автоспуску могут использоваться различные способы дистанционного управления затвором, такие, как спусковой тросик, пульт дистанционного управления, палка для селфи с поддержкой Bluetooth или другие. Во время полярной экспедиции японского путешественника Наоми Уэмуры использовался специально разработанный фотоаппарат «Nikon F3 Uemura», в комплект которого вошёл радиоспуск ML-1, облегчивший фотографирование автопортретов с собаками в условиях одиночной экспедиции.